# Escrime aux Jeux olympiques d'été de 1956
Navigation
Helsinki 1952 Rome 1960
Cette page présente les résultats des compétitions d'escrime aux Jeux olympiques d'été de 1956.
7 épreuves ont eu lieu.
- six chez les hommes (trois individuelles et trois par équipes)
- une chez les femmes (épreuve individuelle)

## Tableau des médailles
| Rang | Nation           | Or | Argent | Bronze | Total |
| ---- | ---------------- | -- | ------ | ------ | ----- |
| 1    | Italie           | 3  | 2      | 2      | 7     |
| 2    | Hongrie          | 2  | 1      | 1      | 4     |
| 3    | France           | 1  | 1      | 2      | 4     |
| 4    | Grande-Bretagne  | 1  | 0      | 0      | 1     |
| 5    | Pologne          | 0  | 2      | 0      | 2     |
| 6    | Roumanie         | 0  | 1      | 0      | 1     |
| 7    | Union soviétique | 0  | 0      | 2      | 2     |

## Résultats

### Podiums masculins
| Épreuves                                | Or | Argent                                                                                             | Bronze                                                                                          |
| --------------------------------------- | --- | -------------------------------------------------------------------------------------------------- | ----------------------------------------------------------------------------------------------- |
| Épée individuelle résultats détaillés   | Carlo Pavesi | Giuseppe Delfino                                                                                   | Edoardo Mangiarotti                                                                             |
| Épée par équipes résultats détaillés    | Italie Franco Bertinetti Giuseppe Delfino Edoardo Mangiarotti Alberto Pellegrino Giorgio Anglesio Carlo Pavesi    | Hongrie József Sákovics Lajos Balthazár Barnabás Berzsenyi József Marosi Ambrus Nagy Béla Rerrich  | France Daniel Dagallier René Queyroux Claude Nigon Yves Dreyfus Armand Mouyal                   |
| Fleuret individuel résultats détaillés  | Christian d'Oriola                                                                                                | Giancarlo Bergamini                                                                                | Antonio Spallino                                                                                |
| Fleuret par équipes résultats détaillés | Italie Antonio Spallino Edoardo Mangiarotti Vittorio Lucarelli Manlio Di Rosa Luigi Carpaneda Giancarlo Bergamini | France Christian d'Oriola Jacques Lataste Claude Netter Roger Closset Bernard Baudoux René Coicaud | Hongrie Lajos Somodi Mihály Fülöp József Gyuricza József Sákovics Endre Tilli József Marosi     |
| Sabre individuel résultats détaillés    | Rudolf Kárpáti | Jerzy Pawłowski                                                                                    | Lev Kuznetsov                                                                                   |
| Sabre par équipes résultats détaillés   | Hongrie Rudolf Kárpáti Jenő Hámori Attila Keresztes Pál Kovács Dániel Magay Aladár Gerevich                       | Pologne Marian Kuszewski Jerzy Pawłowski Andrzej Piątkowski Ryszard Zub Wojciech Zabłocki          | Union soviétique Ievgueni Tcherepovski Leonid Bogdanov Lev Kuznetsov David Tyshler Iakov Rylski |

### Podium féminin
| Épreuves                               | Or            | Argent     | Bronze        |
| -------------------------------------- | ------------- | ---------- | ------------- |
| Fleuret individuel résultats détaillés | Gillian Sheen | Olga Orbán | Renée Garilhe |